# La Vierge aux pèlerins
La Vierge aux pèlerins est une gravure sur cuivre au burin réalisée par Maître JG. De forme ronde, elle mesure 82 mm de diamètre.

## Description
Cette gravure représentant trois personnages agenouillés devant la Vierge sur un trône avec Jésus pourrait être rapproché du thème des rois mages, mais les personnages n'en ont pas les attributs habituels. 

## Analyse, reprise et comparaison
Il est possible de mettre en rapport cette composition avec des représentations pieuses accompagnant l'Ave Maria, notamment un Calendrier des bergers édités en 1508 à Lyon par Claude Nourry. La Vierge aux pèlerins rappelle des gravures d'Italie du Nord de la fin du XVe siècle ; dont le trône, semblable à un anonyme de Milan.